# 内閣府特命担当大臣（宇宙政策担当）
内閣府特命担当大臣（宇宙政策担当）（ないかくふとくめいたんとうだいじん うちゅうせいさくたんとう、英語: Minister of State for Space Policy）は、日本の国務大臣。内閣府特命担当大臣の一つである。

## 概要

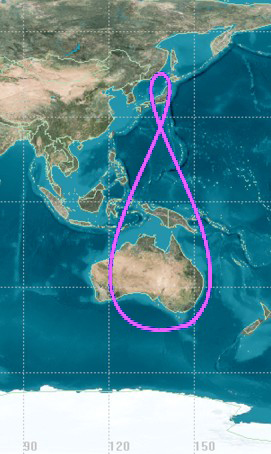
内閣府特命担当大臣（宇宙政策担当）が所管する準天頂衛星システムの衛星軌道

日本の内閣府に置かれる内閣府特命担当大臣の一つである。主として宇宙政策を所管する国務大臣である。具体的には、宇宙開発、宇宙利用などにかかわる政策を所管する。また、宇宙開発利用の推進、人工衛星にかかわる施設・設備の整備・管理、宇宙開発利用に関係する機関との調整など、宇宙開発利用に関する施策を所管する。
なお、内閣府が所管する人工衛星については、政令により「測位の用に供するための信号を送信することを主たる目的とする人工衛星」と定義されている。準天頂衛星システムなど衛星測位システムにて利用される人工衛星が想定されており、具体的には「みちびき」などが該当する。
内閣府にて宇宙行政を司る組織としては、内部部局である宇宙戦略室、審議会等である宇宙政策委員会などが挙げられる。内閣府特命担当大臣（宇宙政策担当）は、これらの組織を担当する。
内閣府特命担当大臣のうち、防災担当、沖縄及び北方対策担当、金融担当、消費者及び食品安全担当の4大臣は、内閣府設置法により必置とされている。それに対して、他の内閣府特命担当大臣は必置とはされておらず、担当する諸課題により柔軟に設置できる。そのため、政権により増減や変動があり、その役職名は必ずしも一致しない。野田第2次改造内閣においては、宇宙政策を担当する特命担当大臣を「内閣府特命担当大臣（宇宙政策担当）」との呼称で設置した。
また、この内閣府特命担当大臣（宇宙政策担当）に就任した者は、宇宙基本法に基づき、宇宙開発戦略本部の副本部長に就任する。

## 沿革

内閣府特命担当大臣（宇宙政策担当）が所管する準天頂衛星システムの模式図

2008年の宇宙基本法の施行に基づき、福田康夫政権にて内閣に宇宙開発戦略本部が設置されることとなった。それを見据えて、同年6月17日、内閣府特命担当大臣として入閣していた衆議院議員・岸田文雄が「宇宙開発利用に関する施策を総合的かつ計画的に推進するため企画立案及び行政各部の所管する事務の調整」の担当に任じられた。以降、一時期の菅直人政権や野田政権においても、同様の職が設置されることとなった。
宇宙基本法の附則には「政府は、この法律の施行後一年を目途として、本部に関する事務の処理を内閣府に行わせるために必要な法制の整備その他の措置を講ずるものとする」との文言が盛り込まれていた。また、同法には「政府は、宇宙活動に係る規制その他の宇宙開発利用に関する条約その他の国際約束を実施するために必要な事項等に関する法制の整備を総合的、計画的かつ速やかに実施しなければならない」と定められていた。そのため、宇宙開発に関する政府の組織や体制の見直しと、各種法規の整備が検討課題となった。
2012年、内閣府設置法や文部科学省設置法の改正等により、野田政権にて内閣府に宇宙戦略室や宇宙政策委員会が設置され、同時に文部科学省の宇宙開発委員会などが廃止された。それにともない、同年7月12日、衆議院議員の古川元久が内閣府特命担当大臣（宇宙政策担当）に任命された。また、古川は「宇宙開発利用に関する施策を総合的かつ計画的に推進するため企画立案及び行政各部の所管する事務の調整」を担当していたが、同日付でその任を解かれた。
なお、宇宙基本法は自由民主党、民主党、公明党の3党に所属する国会議員による議員立法として成立したため、与野党を超えた協力が見られる。たとえば、宇宙開発戦略本部の看板かけには、政府・与党だけでなく法案提出者として野党の野田佳彦が出席している。同様に、内閣府宇宙戦略室の看板かけには、宇宙基本法フォローアップ議員協議会共同座長として野党の河村建夫が出席している。

## 名称
任命・補職は3段階で行われており、まず「国務大臣に任命する」との官記が出され、次いで当該の国務大臣に対して「内閣府特命担当大臣を命ずる」との辞令が出され、さらに当該の内閣府特命担当大臣に対して「宇宙政策を担当させる」と命ぜられる。これらの辞令は『官報』に掲載されるため、その記載に基づき「内閣府特命担当大臣（宇宙政策担当）」と表記される。なお、宇宙基本法では「内閣総理大臣の命を受けて、宇宙開発利用に関し内閣総理大臣を助けることをその職務とする国務大臣」と表現しているが、あまりにも長文のため「宇宙開発担当大臣」と表記されている。ただし、宇宙基本法は内閣府特命担当大臣（宇宙政策担当）が設置されるはるか以前に施行されているため、この条文の「宇宙開発担当大臣」とは国務大臣に対する特命事項として宇宙開発利用を所管する大臣なども指している。新聞などの報道では、簡略化して「宇宙政策担当大臣」「宇宙担当相」「宇宙大臣」「宇宙相」と表記されることも多い。英語での呼称については「Minister of State for Space Policy」とされている。

## 歴代大臣
| 代 | 氏名 | 氏名 | 内閣 | 内閣 | 就任日 | 退任日 | 党派 | 備考 |
| 国務大臣（宇宙開発利用に関する施策を総合的かつ計画的に推進 するため企画立案及び行政各部の所管する事務の調整担当） | 国務大臣（宇宙開発利用に関する施策を総合的かつ計画的に推進 するため企画立案及び行政各部の所管する事務の調整担当） | 国務大臣（宇宙開発利用に関する施策を総合的かつ計画的に推進 するため企画立案及び行政各部の所管する事務の調整担当） | 国務大臣（宇宙開発利用に関する施策を総合的かつ計画的に推進 するため企画立案及び行政各部の所管する事務の調整担当） | 国務大臣（宇宙開発利用に関する施策を総合的かつ計画的に推進 するため企画立案及び行政各部の所管する事務の調整担当） | 国務大臣（宇宙開発利用に関する施策を総合的かつ計画的に推進 するため企画立案及び行政各部の所管する事務の調整担当） | 国務大臣（宇宙開発利用に関する施策を総合的かつ計画的に推進 するため企画立案及び行政各部の所管する事務の調整担当） | 国務大臣（宇宙開発利用に関する施策を総合的かつ計画的に推進 するため企画立案及び行政各部の所管する事務の調整担当） | 国務大臣（宇宙開発利用に関する施策を総合的かつ計画的に推進 するため企画立案及び行政各部の所管する事務の調整担当） |
| --- | --- | --- | --- | --- | --- | --- | --- | --- |
| ‐ | | 岸田文雄 | 福田康夫内閣 | 福田康夫内閣 | 2008年6月17日 | 2008年8月2日 | 自由民主党 | |
| ‐ | | 野田聖子 | | 改造内閣 | 2008年8月2日 | 2008年9月24日 | 自由民主党 | |
| ‐ | | 海江田万里 | 菅第1次改造内閣                                                                                                   | 菅第1次改造内閣                                                                                                   | 2010年9月17日 | 2011年1月14日 | 民主党 | |
| ‐ | | 玄葉光一郎 | 菅第2次改造内閣                                                                                                   | 菅第2次改造内閣                                                                                                   | 2011年1月14日 | 2011年9月2日 | 民主党 | |
| ‐ | | 古川元久 | 野田内閣 | 野田内閣 | 2011年9月2日 | 2012年7月12日 | 民主党 | |
| ‐ | | 古川元久 | 第1次改造内閣 | 留任 | 2011年9月2日 | 2012年7月12日 | 民主党 | |
| ‐ | 第2次改造内閣 | 古川元久 | | 留任 | 2011年9月2日 | 2012年7月12日 | 民主党 | |
| 内閣府特命担当大臣（宇宙政策担当）                                                                                | | | | | | | | |
| 1 | | 古川元久 | | 第2次改造内閣 | 2012年7月12日 | 2012年10月1日 | 民主党 | |
| 2 | | 前原誠司 | | 第3次改造内閣 | 2012年10月1日 | 2012年12月26日 | 民主党 | |
| 3 | | 山本一太 | 第2次安倍内閣 | 第2次安倍内閣 | 2012年12月26日 | 2014年9月3日 | 自由民主党 | |
| 4 | | 山口俊一 | | 改造内閣 | 2014年9月3日 | 2014年12月24日 | 自由民主党 | |
| 5 | 第3次安倍内閣 | 第3次安倍内閣 | 2014年12月24日 | 2015年10月7日 | 再任 | | 自由民主党 | |
| 6 | | 島尻安伊子 | | 第1次改造内閣 | 2015年10月7日 | 2016年8月3日 | 自由民主党 | |
| 7 | | 鶴保庸介 | | 第2次改造内閣 | 2016年8月3日 | 2017年8月3日 | 自由民主党 | |
| 8 | | 松山政司 | | 第3次改造内閣 | 2017年8月3日 | 2017年11月1日 | 自由民主党 | |
| 9 | 第4次安倍内閣 | 第4次安倍内閣 | 2017年11月1日 | 2018年10月2日 | 再任 | | 自由民主党 | |
| 10 | | 平井卓也 | | 第1次改造内閣 | 2018年10月2日 | 2019年9月11日 | 自由民主党 | |
| 11 | | 竹本直一 | | 第2次改造内閣 | 2019年9月11日 | 2020年9月16日 | 自由民主党 | |
| 12 | | 井上信治 | 菅義偉内閣 | 菅義偉内閣 | 2020年9月16日 | 2021年10月4日 | 自由民主党 | |
| 13 | | 小林鷹之 | 第1次岸田内閣 | 第1次岸田内閣 | 2021年10月4日 | 2021年11月10日 | 自由民主党 | |
| 14 | 第2次岸田内閣 | 第2次岸田内閣 | 2021年11月10日 | 2022年8月10日 | 再任 | | 自由民主党 | |
| 15 | | 高市早苗 | | 第1次改造内閣 | 2022年8月10日 | 2023年9月13日 | 自由民主党 | |
| 15 | 第2次改造内閣 | 高市早苗 | 2023年9月13日 | 2024年10月1日 | 留任 | | 自由民主党 | |
| 16 | | 城内実 | 第1次石破内閣 | 第1次石破内閣 | 2024年10月1日 | 2024年11月11日 | 自由民主党 | |
| 17 | 第2次石破内閣 | 第2次石破内閣 | 2024年11月11日 | 現職 | 再任 | | 自由民主党 | |

- 2012年7月12日に内閣府宇宙戦略室が発足するまでは、国務大臣に対する特命事項として「宇宙開発利用に関する施策を総合的かつ計画的に推進するため企画立案及び行政各部の所管する事務の調整担当」の発令があった。あくまで国務大臣に対する特命事項であり、特命担当大臣とは扱いが異なるが、後に設置された「内閣府特命担当大臣（宇宙政策担当）」と所管業務はほぼ同様であるため、便宜上掲載した。
- 特命担当大臣は複数名を任命することがあるため、通常は代数の表記は行わない。ただし、本表ではわかりやすさに配慮し、代数の欄を便宜上設けた。
- 辞令のある再任は就任日を記載し、辞令のない留任は就任日を記載しない。
- 党派の欄は、就任時、または、内閣発足時の所属政党を記載した。